# Motoscafo

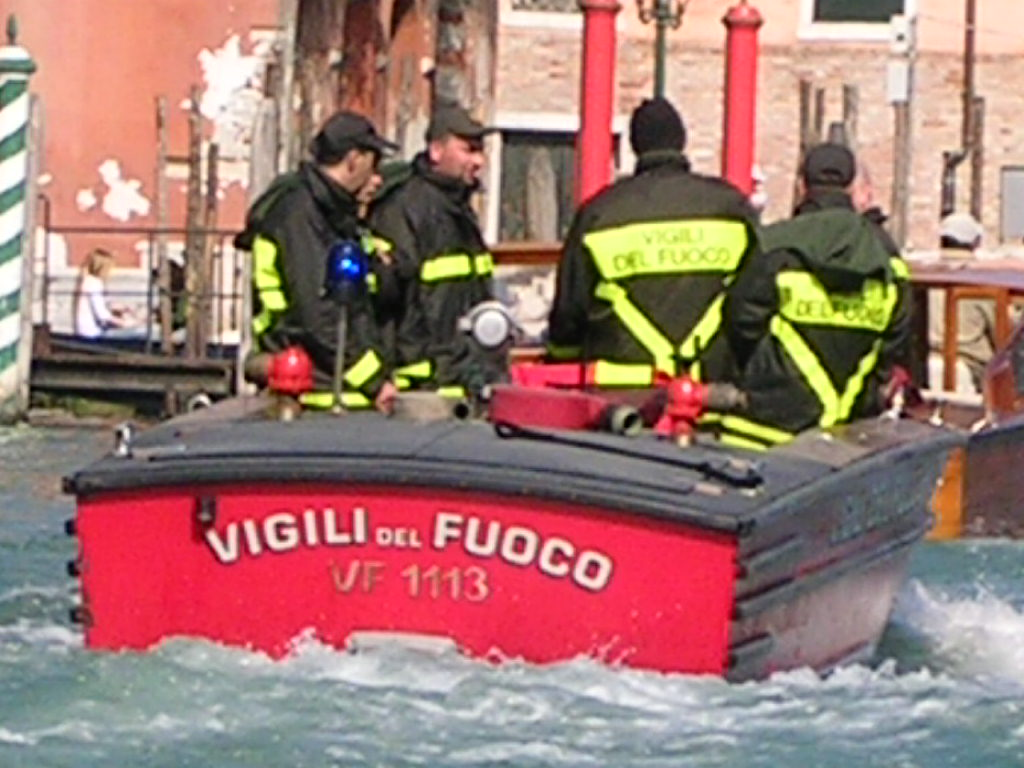
Motoscafo dei Vigili del Fuoco

Il motoscafo è un'imbarcazione mossa da un motore a combustione interna.

## Scafo veloce

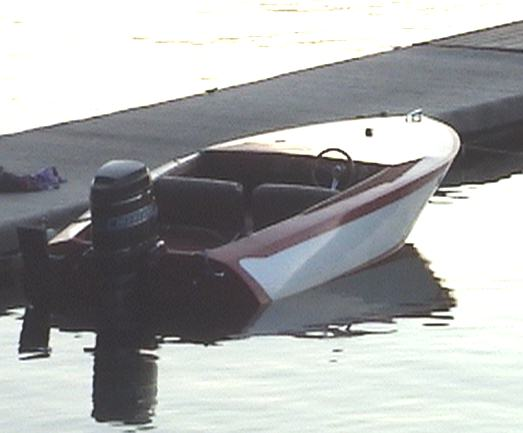
Motoscafo

Lo scafo veloce o scafo potente, dall'inglese Powerboat o Speedboat, è un motoscafo con un rapporto potenza peso molto elevato, ed usato nelle varie competizioni sportive nautiche.

## Caratteristiche
I motoscafi si distinguono a seconda di dove sia situato il motore:
- Entrobordo, il motore è posto all'interno dello scafo
- Fuoribordo, se usa un motore tipo fuoribordo montato nello specchio di poppa.
- Entro/fuoribordo, se usa il sistema integrato e propulsore entrofuoribordo.
- Idrogetto, se usa il sistema idrogetto.

Si distingue dalla motonave in quanto può navigare solo entro i limiti delle acque costiere.

## Galleria d'immagini

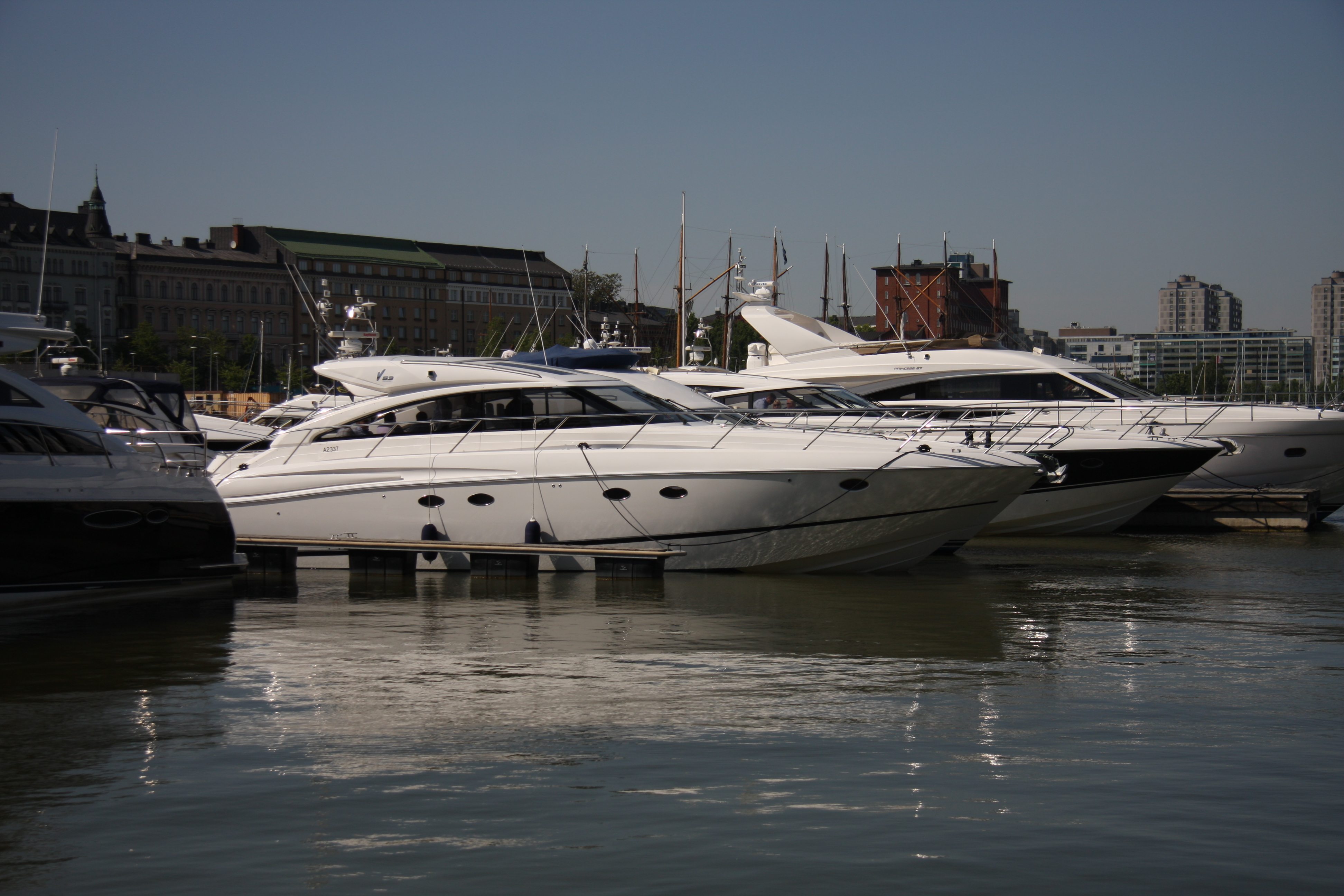
motoscafo di media grandezza potente
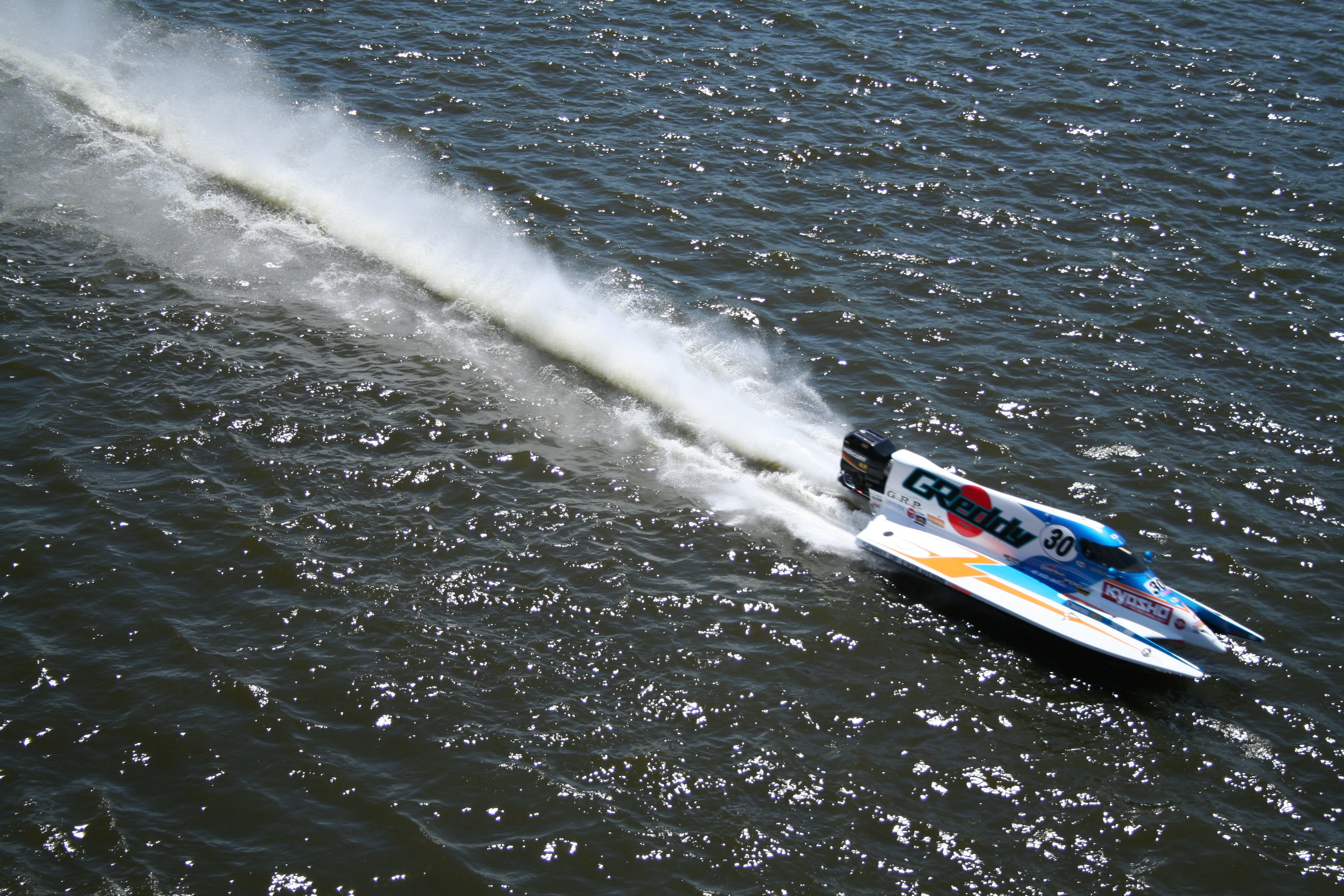
Motoscafo offshore da Formula 1